# Dinaromys
Dinaromys is een geslacht van zoogdieren uit de onderfamilie van de woelmuizen (Arvicolinae). De wetenschappelijke naam van het geslacht werd in 1955 gepubliceerd door Kretzoi. 

## Soorten
Er worden 2 soorten in dit geslacht geplaatst:
- Dinaromys bogdanovi (V. E. Martino & E. V. Martino, 1922) – Balkansneeuwmuis
- Dinaromys longipedis (Đulić & Vidinić, 1967)